# Никога не се предавай 2
„Никога не се предавай 2“ (на английски: Never Back Down 2: The Beatdown) е американски екшън филм с участието на Майкъл Джай Уайт, Скот Епстийн, Дийн Гайър, и Джилиън Мъри.
Това е продължение на филма „Никога не се предавай“. Прави световната си премиера в ActionFest - филмов фестивал в Ашвил, Северна Каролина, на 8 април 2011 г.

## Филми от поредицата за „Никога не се предавай“
Поредицата „Никога не се предавай“ включва 4 филма:
- „Никога не се предавай“ (2008)
- „Никога не се предавай 2“ (2011)
- „Никога не се предавай 3“ (2016)
- „Никога не се предавай 4“ (2021)